# Gustav von Schimmelmann
Gustav Bernhard Karl Thilo von Schimmelmann (* 4. August 1816 in Letzlingen; † 17. Februar 1873 in Magdeburg) war ein preußischer Generalleutnant.

## Leben

### Herkunft
Er war der Sohn des Forstmeisters Ernst Karl Heinrich von Schimmelmann und dessen Ehefrau Elisabeth Sophie Luise Friederike, geborene von Seebach.

### Militärkarriere
Schimmelmann trat am 16. Januar 1834 in das 1. Garde-Regiment zu Fuß der Preußischen Armee ein und wurde Ende des Jahres zum Sekondeleutnant befördert. Von 1841 bis 1843 war er zur weiteren Ausbildung an die Allgemeine Kriegsschule kommandiert. Daran schloss sich 1846/47 eine Kommandierung zum Topographischen Büro an. Am 22. August 1848 zum Premierleutnant befördert, wurde er 1849 Kompanieführer beim II. Bataillon im 4. Garde-Landwehr-Regiment. Es folgte der Einsatz beim Feldzug in Baden. Für das Gefecht bei Wiesenthal wurde Schimmelmann mit dem Roten Adlerorden IV. Klasse mit Schwertern ausgezeichnet. Im Anschluss zur Topographischen Abteilung im Großen Generalstab kommandiert, wurde er mit der Beförderung zum Hauptmann am 17. Oktober 1850 in den Großen Generalstab versetzt.
Am 18. Juli 1855 folgte seine Versetzung als Major in den Generalstab der 16. Division. Gleichzeitig war Schimmelmann ab 8. September 1855 auch als Direktor der Vereinigten Divisionsschulen der 15. und 16. Division tätig. Mitte Oktober 1855 kommandierte man ihn zum Generalstab beim Militärgouvernement der Rheinprovinz. Am 16. Oktober 1858 dem Generalstab der Armee aggregiert und zum persönlichen Adjutanten von Prinzregent Wilhelm ernannt, stieg Schimmelmann in dieser Stellung am 31. Mai 1859 zum Oberstleutnant auf und wurde nach dem Antritt Wilhelms als neuer König von Preußen zu dessen Flügeladjutanten ernannt. Unter Belassung in dieser Stellung wurde Schimmelmann am 18. Oktober 1861 zum Oberst befördert und gleichzeitig zum Kommandeur des Füsilier-Regiments Nr. 39 ernannt. Im gleichen Monat erhielt er das Kommandeurkreuz der Ehrenlegion sowie am 11. Juni 1864 den Orden des Heiligen Wladimir III. Klasse.
Schimmelmann wurde am 18. April 1865 zum Kommandeur der 9. Infanterie-Brigade ernannt und zwei Monate später zum Generalmajor befördert. Diese Brigade führte er 1866 im Krieg gegen Österreich in den Schlachten bei Gitschin und Königgrätz. Dabei bewährte er sich so gut, dass ihm am 20. September 1866 der Orden Pour le Mérite verliehen wurde. Unmittelbar vor dem Krieg gegen Frankreich wurde Schimmelmann zum Kommandeur der 17. Division ernannt sowie wenige Tage später zum Generalleutnant befördert. Seinen Großverband führte er in der Schlacht bei Gravelotte und bei der Belagerung von Metz, wofür er auch das Eiserne Kreuz I. Klasse erhielt. Anfang November 1870 erkrankte Schimmelmann und musste daher die Führung der Division an Generalmajor Hermann von Tresckow abgeben.
Erst nach Friedensschluss übernahm Schimmelmann am 23. Mai 1871 wieder die 17. Division, die er bis zum 22. Dezember 1871 kommandierte. In Würdigung seiner Verdienste erhielt er am 16. Juni 1871 den Stern zum Roten Adlerorden II. Klasse mit Eichenlaub und Schwertern. Anschließend ernannte man Schimmelmann zum Kommandanten von Magdeburg. Er verstarb in dieser Stellung an einem Blutsturz.

### Familie
Schimmelmann hatte sich am 10. Juli 1866 in Wittgendorf mit Marie Luitgarde Wesermann (* 6. November 1828 in Elberfeld; † 28. Oktober 1909 in Friedrichroda) verheiratet. Sie war die Tochter des Kreisbaumeisters Heinrich Moritz Wesermann. Aus der Ehe ging der spätere Polizeioberst Ernst von Schimmelmann (1869–1953) hervor, der im Ersten Weltkrieg als Kommandeur des Infanterie-Regiments Nr. 394 mit dem Orden Pour le Mérite ausgezeichnet worden war.